# Pidonia aenipennis
Pidonia aenipennis là một loài bọ cánh cứng trong họ Cerambycidae.